# Monalisa Codling
Pas d'image ? Cliquez ici

a Compétitions nationales et continentales officielles uniquement.

b Matchs officiels uniquement.
Dernière mise à jour le 15 mars 2024.
Monalisa Urquhart, née Codling le 20 avril 1977 à Henderson (Nouvelle-Zélande), est une joueuse internationale néo-zélandaise de rugby à XV, occupant le poste de deuxième ligne.

## Biographie
Elle fait ses débuts internationaux en 1998.
Elle remporte la Coupe du monde féminine de rugby à XV 2006 disputée du 31 août au 17 septembre 2006 où elle dispute 5 matchs (5 titularisation) et inscrit 2 essais.

## Statistiques en équipe nationale
- 30 sélections en équipe de Nouvelle-Zélande.
- 25 points